# Руда (Стараховицький повіт)
Руда (пол. Ruda) — село в Польщі, у гміні Броди Стараховицького повіту Свентокшиського воєводства.
Населення — 658 осіб (2011).
У 1975-1998 роках село належало до Келецького воєводства.

## Демографія
Демографічна структура на день 31 березня 2011 року:
|          | Загалом | Допрацездатний вік | Працездатний вік | Постпрацездатний вік |
| -------- | ------- | ------------------ | ---------------- | -------------------- |
| Чоловіки | 333     | 90                 | 206              | 37                   |
| Жінки    | 325     | 66                 | 188              | 71                   |
| Разом    | 658     | 156                | 394              | 108                  |